# Campillos

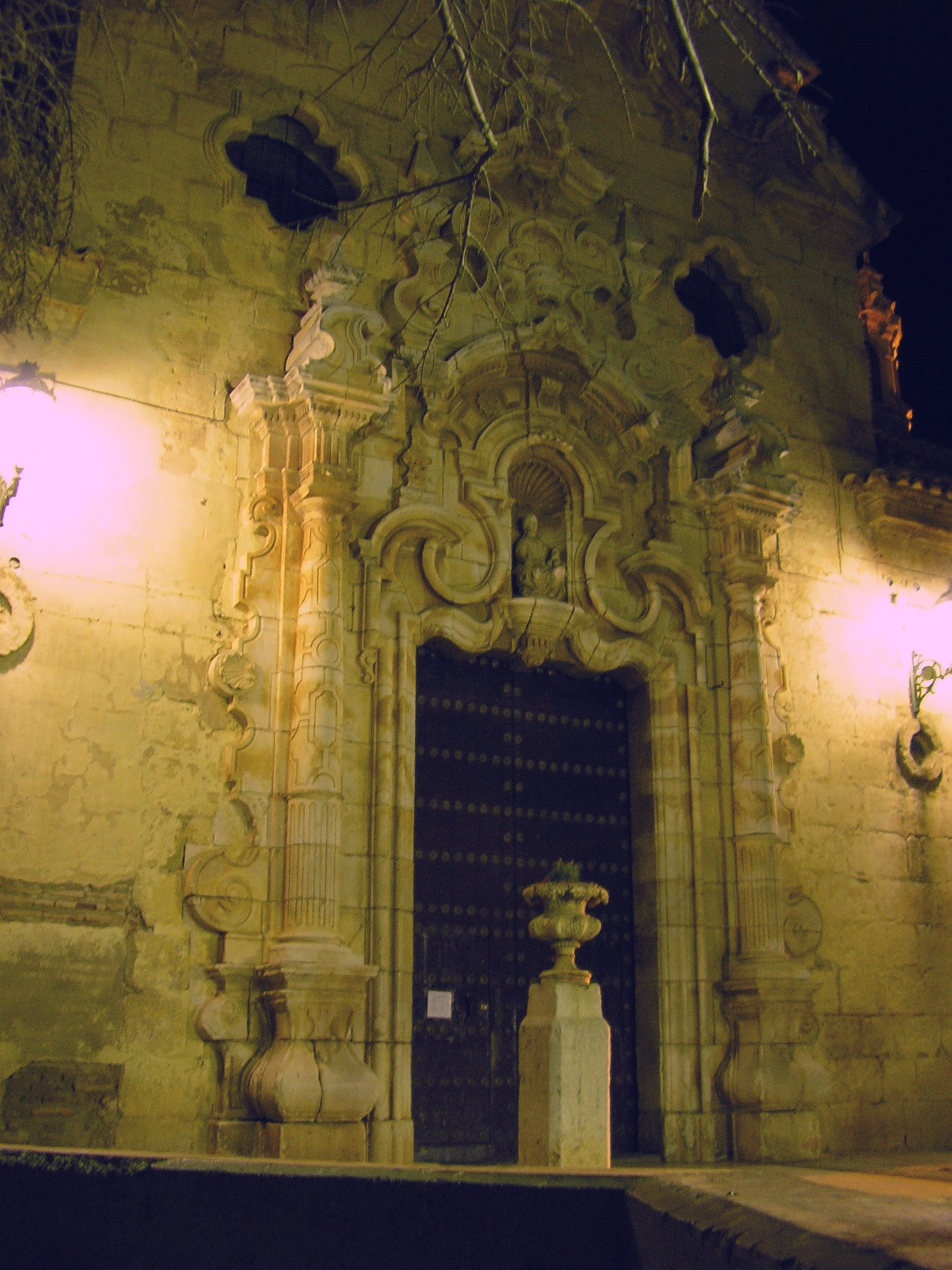
Portal der Kirche

Campillos ist eine Kleinstadt und eine Gemeinde (municipio) mit 8.499 Einwohnern (Stand: 2024) in der Provinz Málaga in der Autonomen Region Andalusien im Süden Spaniens. 

## Lage und Klima
Die ca. 540 m hoch gelegene Kleinstadt Campillos ist knapp 74 km (Fahrtstrecke) in nordwestlicher Richtung von der Provinzhauptstadt Málaga und etwa 33 km in westlicher Richtung von Antequera entfernt. Das Klima ist gemäßigt bis warm; Regen (ca. 620 mm/Jahr) fällt nahezu ausnahmslos im Winterhalbjahr. Das Gemeindegebiet ist zum größten Teil von Olivenhainen und Kornfeldern bedeckt. Die sieben Lagunen der Gemeinde wurden – obwohl sie einen Großteil des Jahres trockenfallen – als Naturschutzgebiete eingestuft und werden von zahlreichen Vögeln, darunter Flamingos und Störchen besucht.

## Bevölkerungsentwicklung
| Jahr      | 1857  | 1900  | 1950  | 2000  | 2020  |
| Einwohner | 5.667 | 6.214 | 8.316 | 7.707 | 8.317 |

Die Mechanisierung der Landwirtschaft, die Aufgabe bäuerlicher Kleinbetriebe und der daraus resultierenden Verlust von Arbeitsplätzen hat seit der Mitte des 20. Jahrhunderts zu einem deutlichen Bevölkerungsrückgang geführt (Landflucht), welcher auch durch die Eingemeindung der im Guadalteba-Stausee untergegangenen Ortschaft Peñarrubia in den 1970er Jahren nur kurzfristig zum Stillstand kam. Seit den 1990er Jahren ist die Bevölkerungszahl aufgrund wirtschaftlicher Korrekturmaßnahmen wieder leicht angestiegen.

## Wirtschaft
Die Menschen früherer Jahrhunderte lebten im Wesentlichen als Selbstversorger von der Landwirtschaft; im Ort selbst ließen sich auch Händler, Handwerker und Dienstleister aller Art nieder. Heute stellen die Schweinezucht und die Lederindustrie die wesentlichen Grundlagen des wirtschaftlichen Lebens der Gemeinde dar. Daneben wurde Campillos seit den 1990er Jahren zu einem regionalen Gesundheits- und Bildungszentrum ausgebaut.

## Geschichte
Auf dem Gemeindegebiet wurden prähistorische, iberisch-römische und westgotische Kleinfunde entdeckt. Zu Beginn des 8. Jahrhunderts wurde die Region von den Mauren überrannt. Um das Jahr 1485 wurde der Ort von der Armee der Katholischen Könige unter der Führung von Don Juan Ramírez de Guzmán zurückerobert (reconquista). Danach gehörte der wohl erst in dieser Zeit gegründete Ort Campillos zur 12 km südwestlich gelegenen Nachbarstadt Teba; erst im Jahr 1680 erlangte der Ort seine Autonomie.

## Sehenswürdigkeiten

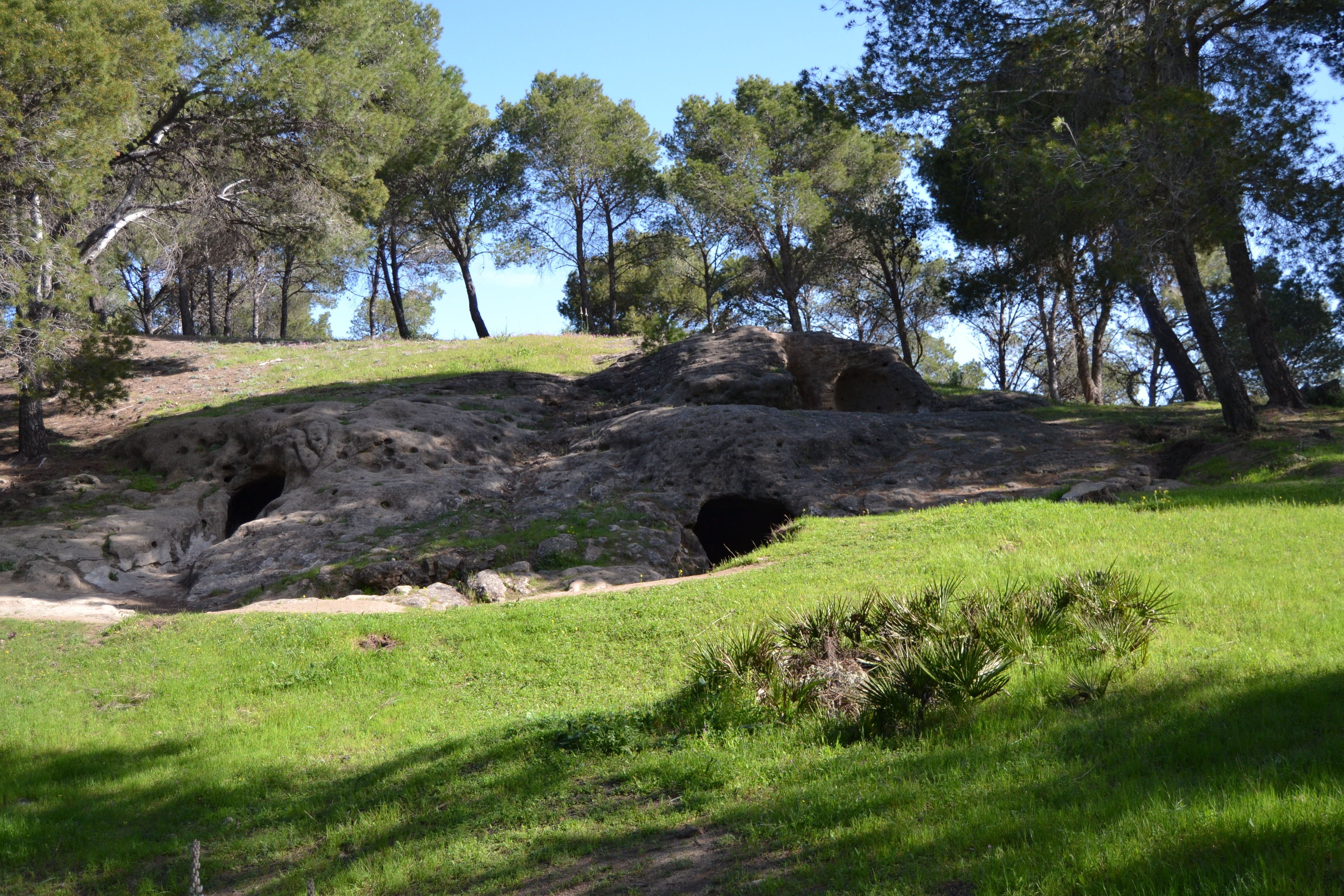
Nekropole von las Aguilillas

- Der Ortskern ist bestimmt von einer Mischung aus älteren Herrenhäusern und modernen Gebäuden.
- Wichtigste Sehenswürdigkeit ist die der Schutzheiligen des Ortes gewidmete Iglesia de Nuestra Señora del Reposo aus dem Jahr 1506; sie wurde jedoch Ende des 18. und Anfang des 19. Jahrhunderts stark umgebaut. Das mit seiner Dekorfülle in seiner Art für Andalusien nahezu einzigartige barocke Hauptportal ist das Schmuckstück der Kirche, in deren dreischiffigem Innern sich mehrere Barockaltäre befinden.[7]
- Zwei Kapellen bereichern das Ortsbild: Ermita de San Benito[8] und Ermita de San Sebastián[9].

Umgebung
- In der knapp 20 km (Fahrtstrecke) südlich gelegenen Necrópolis de las Aguilillas wurden ca. 4000 Jahre alte Gräber entdeckt.

## Persönlichkeiten
- José María Hinojosa (1904–1936), Großgrundbesitzer und surrealistischer Dichter, von republikanischen Parteigängern exekutiert